# Gaya (Niger)
Gaya è un comune urbano del Niger, capoluogo del dipartimento omonimo nella regione di Dosso.
A 40 chilometri da Gaya si trova Lété, un'isola sul fiume Niger, contesa tra Niger e Benin.